# Budynek ratusza i poczty na Podgórzu w Toruniu
Budynek ratusza i poczty na Podgórzu w Toruniu – dawny budynek władz administracyjnych miasta Podgórz i urzędu pocztowego, obecnie siedziba przychodni lekarskiej. Budynek znajduje się w lewobrzeżnej części Torunia, przy ul. Poznańskiej 63/65.

## Historia
Przed wybudowaniem budynku siedziba władz Podgórza mieściła się w budynku z 1853 roku, przy ulicy Parkowej 32, a poczta znajdowała się w budynku przy obecnej ul. Poznańskiej 46. Przygotowania do budowy nowego ratusza rozpoczęły się wiosną 1906 roku. Nowy budynek zaprojektował toruński architekt Richard Kuhn. Budową kierował Julian Wykrzykowski. Gmach oddano do użytku 11 września 1907 roku. Całkowity koszt budowy budynku wyniósł ponad 100 tys. marek (kupno placu 11 tys. marek, budowa 91 716,69 marek).
Budynek składał się z dwóch dwupiętrowych, odmiennych stylowo części. Pierwsza część, gdzie znajdował się Cesarski Urząd Poczty, utrzymano w stylu neogotyku krzyżackiego, drugi, gdzie mieścił się magistrat, w stylu neorenesansowym. Przed ratuszem znajdowała się rampa podjazdowa otoczona murem. Na parterze mieściły się sale urzędowe i obsługowe, na pierwszym piętrze pomieszczenia biurowe, kasa gminy, sala posiedzeń i mieszkania służbowe.
Przed 1920 rokiem nad wejściem do pomieszczeń Poczty wisiał wizerunek orła pruskiego. Nad wejściem do ratusza wisiał herb miasta Podgórza i zegar. 19 stycznia 1936 roku na gmachu ratusza zawieszono tablicę z płaskorzeźbą przedstawiającą Józefa Piłsudskiego. Na tablicy znajdował się napis Józefowi Piłsudskiemu Miasto Podgórz. Odsłonięcie tablicy odbyło się przy udziale dowódcy VIII Okręgu Korpusu gen. Wiktora Thommego oraz wojewody pomorskiego Stefana Kirtiklisa. Podczas uroczyści odbyła się defilada wojska, policji i organizacji społecznych.
Władze Podgórza urzędowały w budynku do 1938 roku, kiedy to Podgórz przyłączono do Torunia. Podczas II wojny światowej Niemcy usunęli tablicę upamiętniającą Józefa Piłsudskiego. Budynek został uszkodzony w wyniku eksplozji wagonów kolejowych 24 stycznia 1945 roku. W latach 1947–1948 budynek adaptowano na ośrodek zdrowia.
W 2006 roku odsłonięto kopię tablicy upamiętniającej Józefa Piłsudskiego. W 2015 roku budynek wpisano do rejestru zabytków. Figuruje on również w gminnej ewidencji zabytków (nr 2354).